# Moulins (Allier)

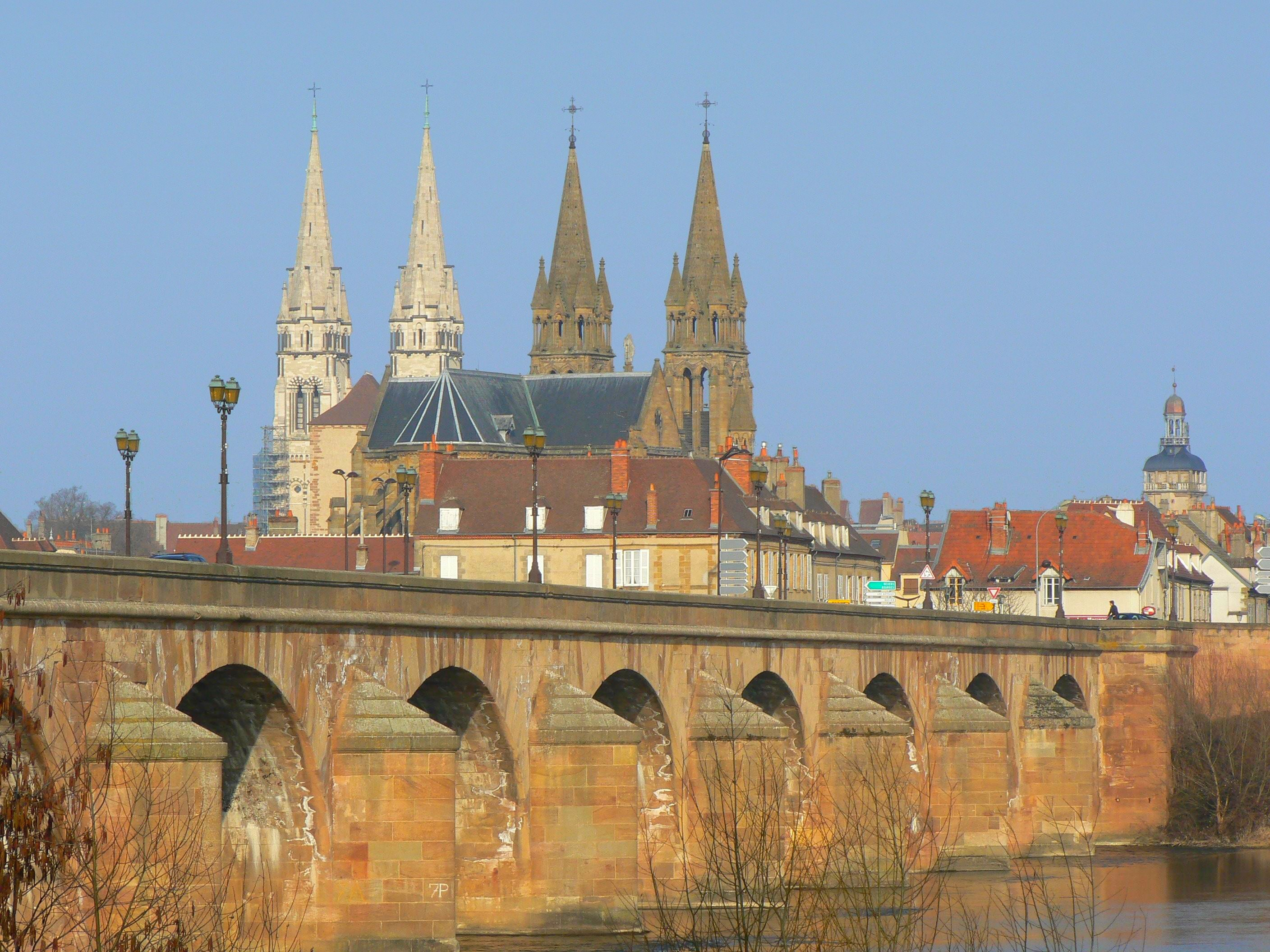
Most a katedrála

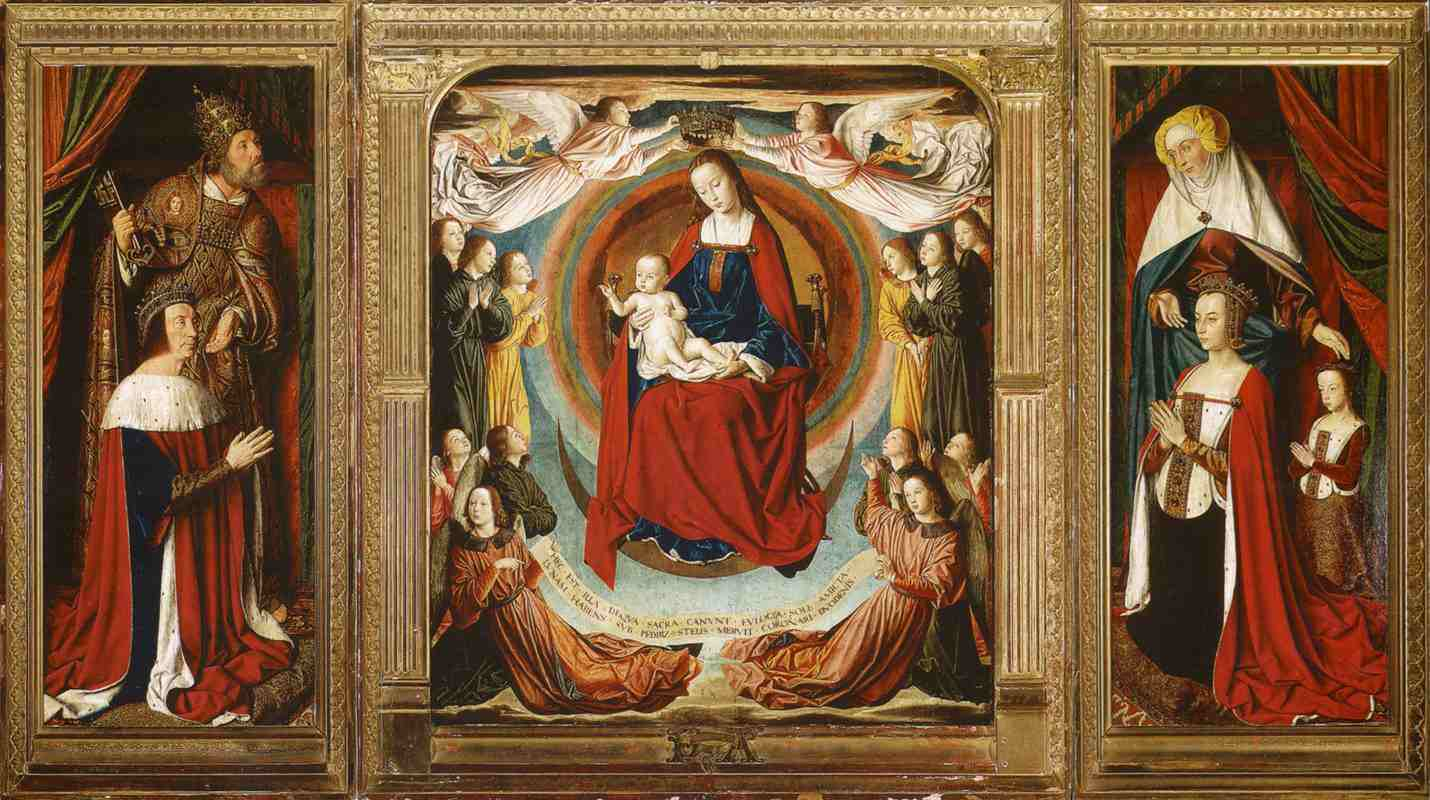
Triptych (15. století)

Moulins je francouzské město v regionu Auvergne-Rhône-Alpes, hlavní město (prefektura) departementu Allier a arrondissementu Moulins. Město s bohatou historií leží na řece Allier, asi 70 km severně od Clermont-Ferrand. Je centrem arrondissementu Moulins a sídlem biskupa Moulinské diecéze. V roce 2010 zde žilo 19 094 obyvatel.

## Sousední obce
Avermes, Bressolles, Neuvy, Toulon-sur-Allier, Yzeure

## Doprava
Moulins leží na hlavní silnici N 7 (Paříž - Lyon - Nice, z Paříže do Nevers dálnice A 77), silnice RN 9 vede do Clermont-Ferrand a dále na jih. Na nádraží Moulins sur Allier zastavují expresy Paříž - Clermont-Ferrand, rychlíky do Paříže, Nantes, Tours, Bourges, a do Lyonu. Asi 10 km jihovýchodně od města je sportovní letiště Moulins - Montbeigny.

## Historie
Jméno Moulins se poprvé zmiňuje roku 990 jako Villa Molinis, roku 1103 se zmiňuje kostel a roku 1232 dostalo městská práva. Roku 1327 bylo panství hrabat de Bourbon povýšeno na vévodství a od roku 1356 si Bourboni v Moulins budovali své hlavní sídlo. Založili a přestavěli řadu kostelů, rozšířili zámek a město dostalo první hradby. Roku 1429 zde krátce pobývala Jana z Arku a roku 1457 básník François Villon. Roku 1523 se vévoda Karel z Bourbonu přidal na stranu císaře Karla V. proti francouzskému králi Františkovi I., který tuto zradu potrestal zabavením majetku. Místo vévodství zřídil královskou provincii jako věno francouzských královen a Moulins se stalo jejím hlavním městem. Město dále rostlo a bohatlo, roku 1536 byla vybudována nová hradba, zahrnující i jeho předměstí. Roku 1562 město obléhali hugenoti, byli však odraženi.
Roku 1604 byla založena jezuitská kolej a roku 1621 zde svatá Jeanne de Chantal, zakladatelka Řádu Navštívení Panny Marie, založila klášter, kde sama roku 1641 zemřela. V období absolutismu bylo Moulins místem vyhnanství pronásledovaných šlechticů a jejich rodin, s rozvojem říční dopravy a řemesel (nožířství, hedvábnictví) však dále rostlo. Roku 1762 byl dokončen kamenný most, který nahradil několik předchozích, a slouží dopravě dodnes.
Roku 1859 bylo Moulins připojeno na železnici, za Druhé světové války bylo hraničním městem mezi okupovanou a vichistickou Francií a v okolí probíhala častá střetnutí s partyzány.

## Pamětihodnosti
- Kamenný most Régemortes z roku 1763, dlouhý 303 m.
- Věž Jacquemart, pozůstatek hradeb z 15. století, s orlojem a zvonkohrou.
- Věž "Mal coiffée", pozůstatek hradu vévodů Bourbonských
- Katedrála Zvěstování P. Marie z 15. století se dvěma věžemi a uvnitř se slavným triptychem Mistra z Moulins.
- Gotický kostel sv. Petra s věží
- Kostel svaté Kláry, dříve klášterní, s pozoruhodnou dřevěnou klenbou.
- Muzeum scénografie a divadelních kostýmů, otevřené roku 2006 v barokních kasárnách jezdectva

### Galerie

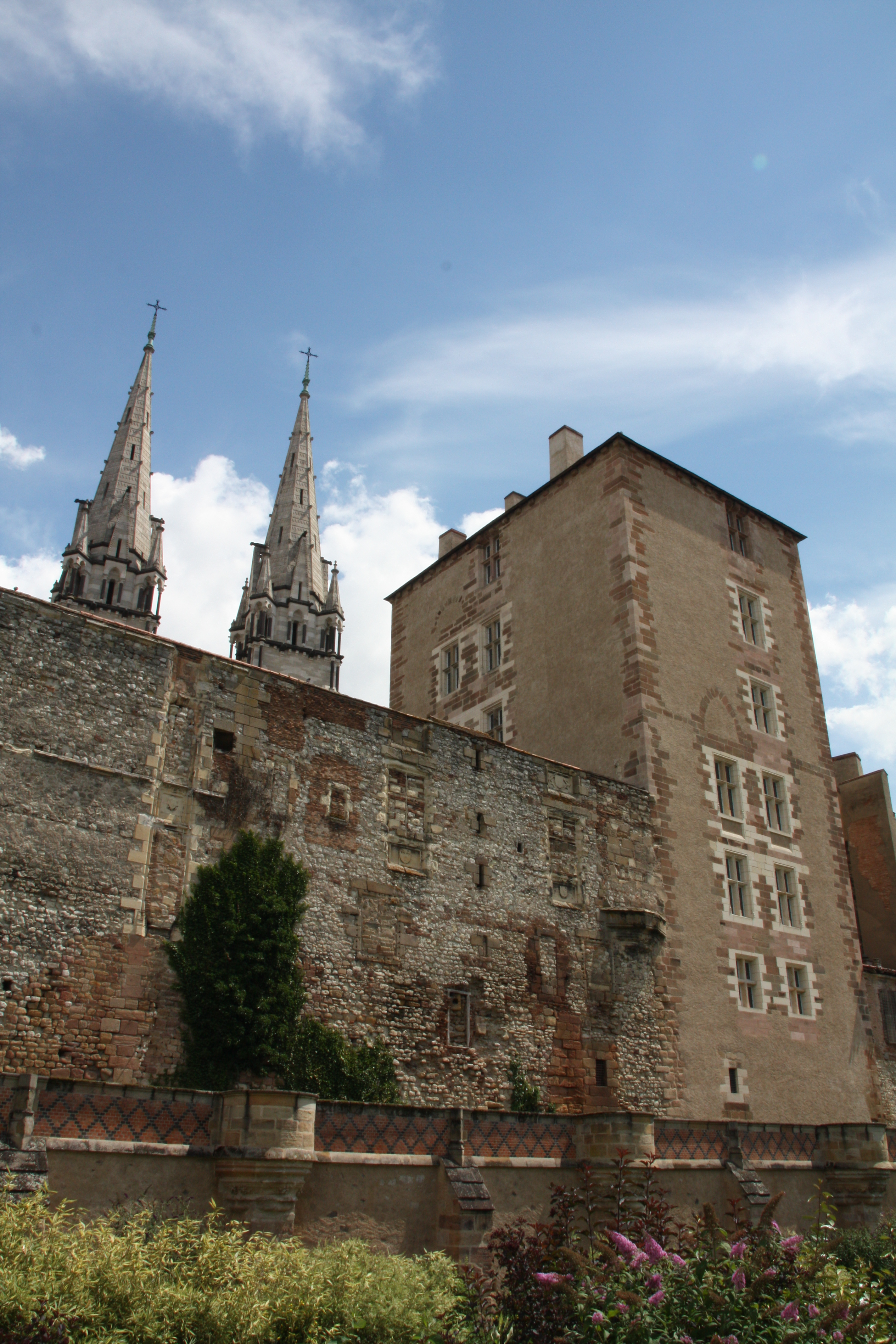
Vévodský hrad
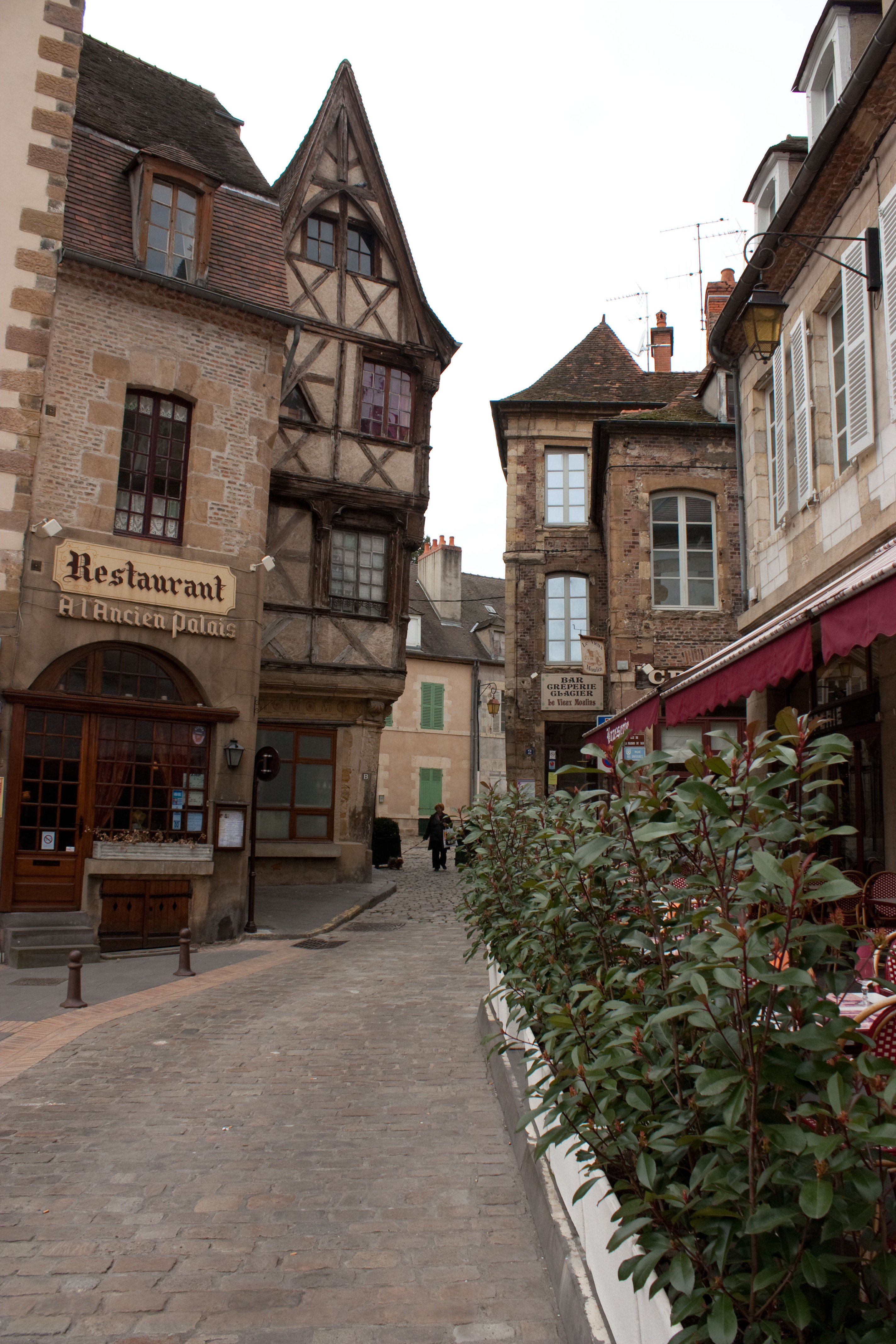
Ulice starého paláce
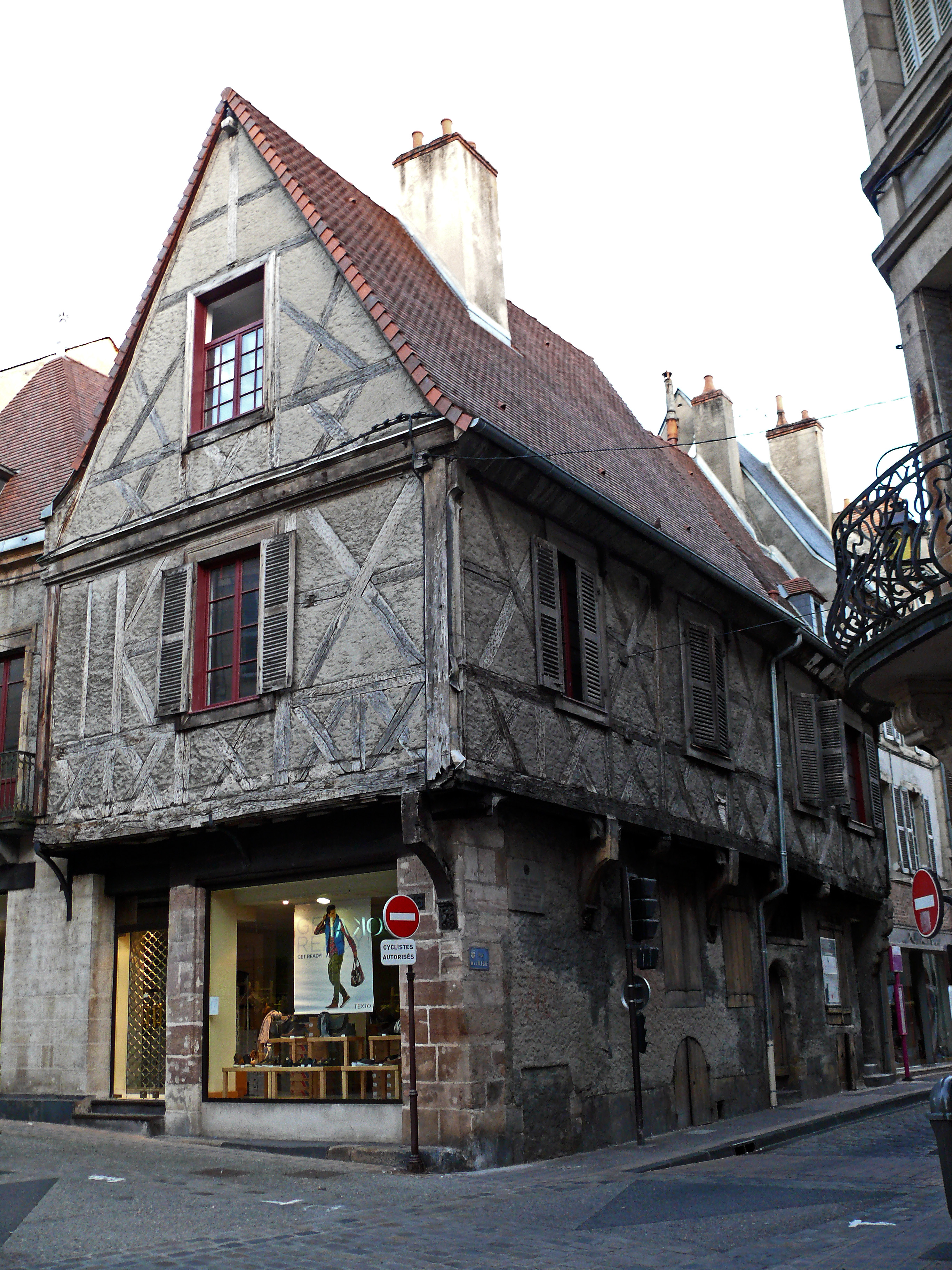
Dům Jany z Arku
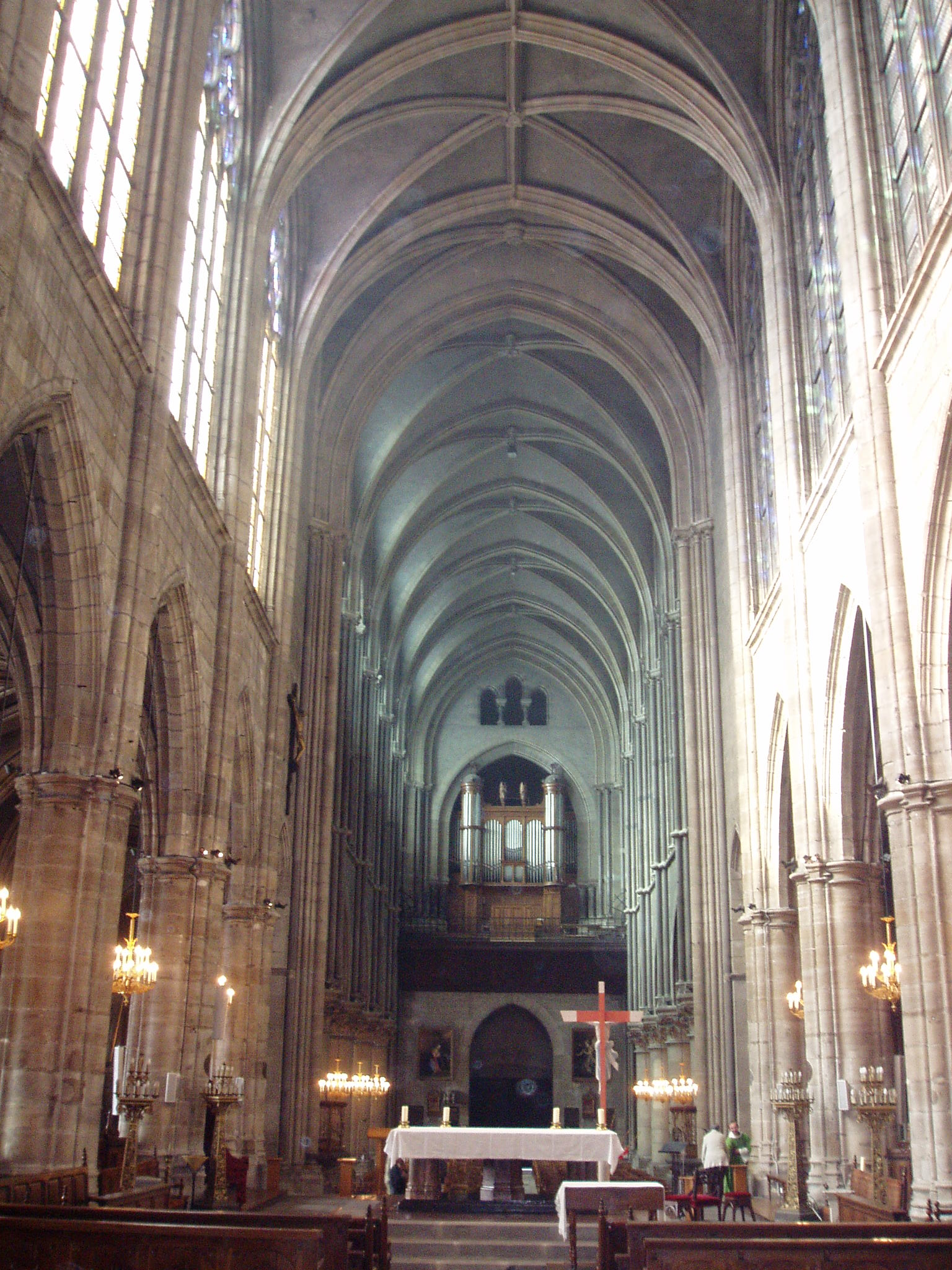
Katedrála, interiér
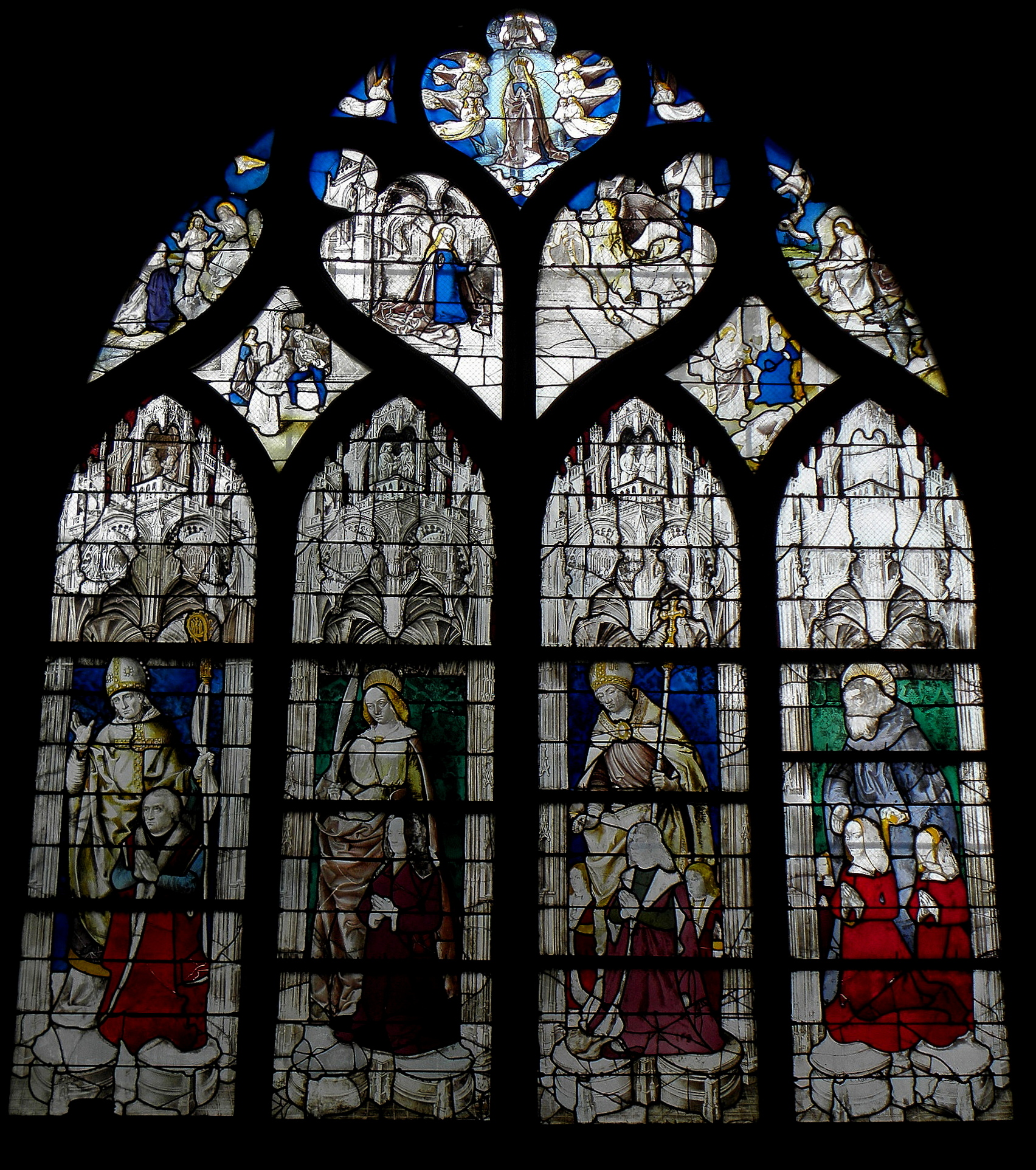
Katedrála, vitráž

## Osobnosti města
- Claude de Villars (1653-1734), generál Ludvíka XIV.
- James Fitzjames, vévoda z Berwicku (1670-1734), vojevůdce a maršál Francie
- Antoine Meillet (1866-1936), francouzský lingvista
- Georges Bidault (1899-1983), francouzský politik, předseda vlády
- Richard Bohringer (* 1942), herec
- Jules Maigret, hrdina detektivních románů George Simenona

## Vývoj počtu obyvatel
Počet obyvatel 